# فردریک گوگن
فردریک گوگن (انگلیسی: Frédéric Gueguen؛ زادهٔ ۲ دسامبر ۱۹۷۰) بازیکن فوتبال اهل فرانسه است.
از باشگاه‌هایی که در آن بازی کرده‌است می‌توان به باشگاه فوتبال استاد برستوا ۲۹ اشاره کرد.
وی همچنین در تیم ملی فوتبال Brittany بازی کرده‌است.